# Qarasaqqal
Qarasaqqal è un comune dell'Azerbaigian situato nel distretto di Kürdəmir.